# Станардс (Њујорк)
Станардс (енгл. Stannards) насељено је место без административног статуса у америчкој савезној држави Њујорк.

## Демографија
По попису из 2010. године број становника је 798, што је 70 (-8,1%) становника мање него 2000. године.
| Група             | 2000.       | 2010.       |
| Белци             | 852 (98,2%) | 768 (96,2%) |
| Афроамериканци    | 0 (0,0%)    | 4 (0,5%)    |
| Азијати           | 3 (0,3%)    | 4 (0,5%)    |
| Хиспаноамериканци | 4 (0,5%)    | 9 (1,1%)    |
| Укупно            | 868         | 798         |